# Базелян Лазар Львович
Базеля́н Ла́зар Льво́вич (*5 жовтня 1926, Златопіль, Київська губернія, Українська СРР, СРСР — †2001, Харків, Україна) — радянський і український астроном та геліофізик єврейського походження, доктор фізико-математичних наук (1989). Лауреат премії імені Миколи Барабашова АН УРСР (1991).

## Біографія
Народився в єврейській родині.
Брав участь у радянсько-німецькій війні.
1955 року закінчив Всесоюзний заочний політехнічний інститут у Москві. З 1957 року працював в Інституті радіофізики й електроніки АН УРСР (м. Харків).
У 1989 році отримав науковий ступінь доктора фізико-математичних наук, захистивши дисертацію на тему «Дослідження декаметрового радіовипромінювання Сонця та навколосонячної плазми».
З 1989 по 2001 роки — провідний науковий співробітник Радіоастрономічного інституту НАН України.
В 1991 році удостоєний премії імені Миколи Барабашова АН УРСР.

## Напрями наукової діяльності
- розробка та побудова декаметрових радіотелескопів і поляриметрів;
- радіоастрономічні дослідження дискретних космічних джерел, Сонця, навколосонячної плазми та зірок, що спалахують.

Наукові праці Лазаря Базеляна перекладалися англійською мовою.

## Родичі
- Базелян Яків Львович — брат, радянський кінорежисер (1925–1990).